# Медаль «100-летие Гейдара Алиева (1923—2023)»
Медаль «100-летие Гейдара Алиева (1923—2023)» — юбилейная медаль Азербайджанской Республики, учреждённая 11 апреля 2023 года.

## История и положения
В 2023 году Национальное собрание Азербайджана принял в третьем чтении законопроект, касающийся учреждения юбилейной медали, посвященной Гейдару Алиеву. На пленарном заседании парламента, состоявшемся 11 апреля, был вынесен на обсуждение законопроект о внесении изменений в Закон «Об учреждении орденов и медалей Азербайджанской Республики» в связи с созданием юбилейной медали «100-летие Гейдара Алиева (1923-2023)».
Юбилейная медаль «100-летие Гейдара Алиева (1923—2023)» была учреждена Законом Азербайджанской Республики от 11 апреля 2023 года.
Медаль «100-летие Гейдара Алиева (1923—2023)» присуждается гражданам Азербайджанской Республики, иностранцам и лицам без гражданства, представителям государственных и других органов Азербайджанской Республики и зарубежных государств, международных организаций по следующим основаниям::
- За особые заслуги в изучении и пропаганде наследия Гейдара Алиева;
- За особые заслуги в государственном строительстве Азербайджанской Республики, включая национальное освободительное движение;
- За вклад в реализацию идеи азербайджанства и укрепление солидарности мировых азербайджанцев;
- За вклад в укрепление мира и дружбы между народами, развитие международного сотрудничества;
- За заслуги в защите и сохранении государственной независимости Азербайджанской Республики, ее развитии и укреплении престижа;
- За вклад в социально-экономическое, научно-техническое и культурное развитие Азербайджанской Республики;
- За результативную деятельность в государственном управлении, государственной службе и общественно-политической сфере.

Президент Азербайджанской Республики Ильхам Алиев приказом от 2 февраля 2024 года № 4289 наградил этой медалью сотни людей.

## Описание
Медаль имеет форму двух наложенных восьмиугольных звезд общим диаметром 42 миллиметра, изготовленных из специального цветного металла, предназначенного для холодной штамповки, и покрытых золотом 999,9 пробы.
На лицевой стороне медали, на круглой пластине диаметром 26 миллиметров, окантованной внешним и внутренним кругами, размещена восьмиконечная звезда с белой эмалью. В центре звезды изображён барельеф Гейдара Алиева. Между внешним и внутренним кругами по верхней дуге выгравировано имя «ГЕЙДАР АЛИЕВ», а по нижней дуге указаны годы «1923-2023».
На гладкой оборотной стороне медали в нижней части находятся изображение государственного герба Азербайджана, серийный номер и номер медали.
Колодка медали шириной каждой ленты 10,5 мм отображает цвета Государственного флага Азербайджанской Республики.

## Способ ношения
Юбилейную медаль Азербайджанской Республики «100-летие Гейдара Алиева (1923—2023)» носят на левой стороне груди и в иерархии азербайджанских наград следует за орденами, а среди всех медалей занимает первое место.